# Loek van Wely
Loek van Wely (7 de octubre de 1972) es un Gran Maestro Internacional de ajedrez neerlandés. 
En abril de 2007 en la lista de la FIDE, tiene un ELO de 2674, el número 36 en el mundo. 
Van Wely ha ganado seis veces el Campeonato de los Países Bajos de ajedrez desde el 2000 al 2005, ambos incluidos.
En 2002, en Maastricht, Países Bajos, Van Wely jugó contra el programa de ajedrez Rebel cuatro partidas. El ordenador ganó dos juegos y Van Wely ganó otros dos juegos. 
En el Torneo Corus de ajedrez de 2007, en Países Bajos, quedó clasificado en la posición número 12, con 5 puntos de 13 posibles, ganando 2 partidas, 6 tablas y 5 derrotas.